# Сьерра-де-Альбаррасин

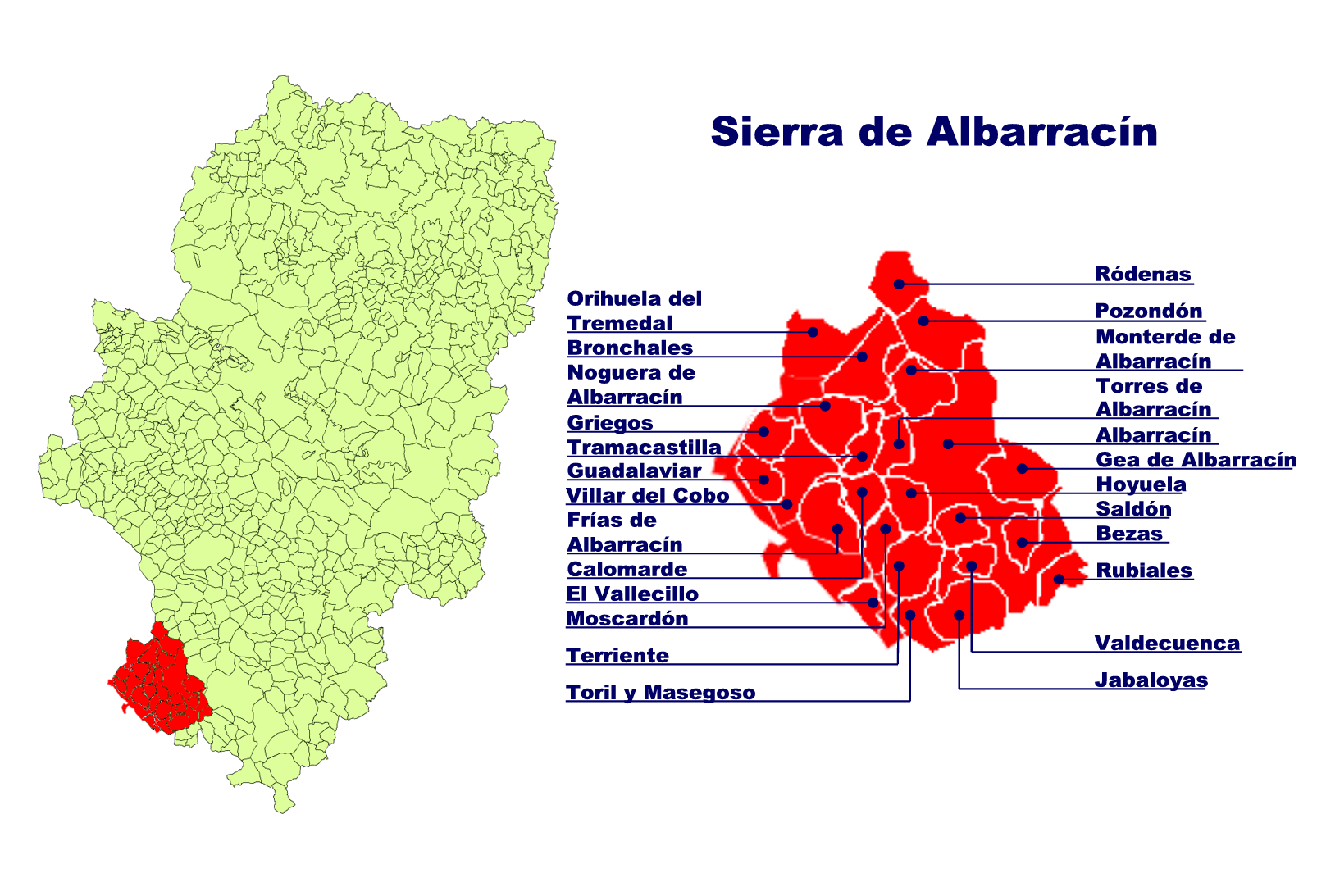

Сьерра-де-Альбаррасин (исп. Sierra de Albarracín)  — район (комарка) в Испании, входит в провинцию Теруэль в составе автономного сообщества Арагон.
Столицей является Альбаррасин (Albarracín).

## Муниципалитеты
1. Альбаррасин
2. Бесас
3. Брончалес
4. Каломарде
5. Фриас-де-Альбаррасин
6. Хеа-де-Альбаррасин
7. Грьегос
8. Гвадалавиар
9. Хабалойяс
10. Монтерде-де-Альбаррасин
11. Москардон
12. Ногера-де-Альбаррасин
13. Ориуэла-дель-Тремедаль
14. Посондон
15. Роденас
16. Роюэла
17. Рубиалес
18. Сальдон
19. Террьенте
20. Ториль-и-Масегосо
21. Торрес-де-Альбаррасин
22. Трамакастилья
23. Вальдекуэнка
24. Эль-Вальесильо
25. Вильяр-дель-Кобо